# Škarić
Škarić (szerbül: Шкарић), település Bosznia-Hercegovinában, Šamac községben, a Szerb Köztársaság északi régiójában.

## Fekvése
A település Bosznia-Hercegovina északi részén, Dobojtól légvonalban 45, közúton 63 km-re északkeletre, községközpontjától légvonalban 3, közúton 4 km-re délre, a Szávamenti-síkságon, 88 méteres magasságban fekszik.

## Népessége
| Nemzetiségi csoport | Népesség 1991 | Népesség 2013 |
| ------------------- | ------------- | ------------- |
| Szerb               | 283           | 270           |
| Bosnyák             | 0             | 0             |
| Horvát              | 1             | 10            |
| Jugoszláv           | 14            | 1             |
| Egyéb               | 0             | 4             |
| Összesen            | 298           | 285           |

## Története
A siljevaci lelőhelyen, egy kiszáradt folyómeder mellett talált római kerámiák arra utalnak, hogy Škarić déli részén már a római korban is település állt.
Škarić falut „Scar” néven már megtaláljuk egy 1718-ban készített osztrák térképen is. Domaljevac, Jurin Brod és Škarić falvak ugyanis 1718 és 1739 között a Habsburg Birodalom részei voltak. A mai Šamac község területén élő ortodox szerbek eleinte a crkvinai templomba jártak, temetőjük pedig Škarićban volt. Az árukat lovakon szállították arra a helyre, ahol ma Šamac városa található, és ahol 1863-ig csak egy komp és egy ház volt. 1863-ban a török hatóságok úgy döntöttek, hogy véglegesen betelepítik a mai Šamac városközpontjának számító területet szerb menekültekkel. A városrendezési terv kidolgozását, az építést és a felügyeletet francia mérnökökre bízták. A franciák egy olyan várost terveztek, amelynek utcái derékszögben keresztezték egymást, egyidejűleg ásattak egy új csatornát - a Zhandrakot (állítólag egy francia mérnök nevezte el Jeanne d’Arc-ról) – amely ma is átszeli Škarić falut.
A település 1878-ig tartozott az Oszmán Birodalomhoz. Ekkor a berlini kongresszus határozata alapján az Osztrák-Magyar Monarchia katonai megszállása alá került, mely 1908-ban annektálta Bosznia-Hercegovinát. A monarchia szétesésével 1918-ban előbb a Szerb-Horvát-Szlovén Királyság, majd 1929-től a Jugoszláv Királyság része lett. Az 1929-es törvény értelmében, amikor Bosznia-Hercegovinát négy banovinára, Drinskára, Vrbaskára, Zetskára és Primorskára osztották, a település a Vrbaska banovina (Orbászi Bánság) része lett, amelynek székhelye Banja Luka volt. 1939-ben a közigazgatás átszervezésével a Hrvatska banovina (Horvát Bánság) része lett. 
A második világháborúban Jugoszlávia megszállása után a Független Horvát Állam (NDH) része lett. A második világháború után 1992-ig a település a szocialista Jugoszlávia keretében a Bosznia-Hercegovinai Népköztársaság része volt. A boszniai háborút lezáró daytoni békeszerződés rendelkezése alapján az ország területét felosztották a Bosznia-hercegovinai Föderáció és a boszniai Szerb Köztársaság között. A területmegosztás eredményeként a település Šamac község részeként a Szerb Köztársaság területéhez került.

## Nevezetességei
- Siljevac – római kori település nyomai. A leletek főként ókori kerámiákból állnak.[4]